# 让-弗朗索瓦·德拉克鲁瓦
让-弗朗索瓦·德拉克鲁瓦（法語：Jean-François Delacroix，法語發音：[ʒɑ̃ fʁɑ̃swa dəlakʁwa]，1753年4月3日—1794年4月5日），法国大革命时期的政治人物，公共安全委员会成员，人称“厄尔-卢瓦省的拉克鲁瓦”（Lacroix d'Eure-et-Loir）。其于1794年处决于断头台。